# Paizay-Naudouin-Embourie
Pour les articles homonymes, voir Paizay.
Paizay-Naudouin-Embourie est une commune du Sud-Ouest de la France située dans le département de la Charente (région Nouvelle-Aquitaine).
En 1973, la commune de Paizay-Naudouin s'est associée à celle d'Embourie.
Ses habitants sont les Paizéens et les Paizéennes.

## Géographie

### Localisation et accès
La commune de Paizay-Naudouin-Embourie est une commune du Nord Charente limitrophe des Deux-Sèvres ; elle fait partie du canton de Villefagnan, à 44 km au nord d'Angoulême.
Le bourg de Paizay-Naudouin, à 7 km au nord-ouest de Villefagnan, est un bourg important ; celui d'Embourie est situé à 4,5 km au nord-ouest de Villefagnan.
Paizé-Naudouin est aussi 10 km au sud-est de Chef-Boutonne, 15 km à l'ouest de Ruffec, 15 km au nord d'Aigre, 48 km de Niort, 52 km de Confolens, sa sous-préfecture depuis 2008, et 67 km de Poitiers.
À l'écart des axes importants, la commune est traversée par la D 740, route de Confolens à Niort par Ruffec, Villefagnan et Chef-Boutonne, et qui passe à Embourie. La D 737, route d'Angoulême à Niort par Aigre et Chef-Boutonne, borde la commune à l'ouest ; la D 9, route de Villefagnan à Saint-Jean-d'Angély, longe la commune au sud.
La gare la plus proche est celle de Ruffec, desservie par des TER et TGV à destination d'Angoulême, Poitiers, Paris et Bordeaux.

### Hameaux et lieux-dits
Les hameaux sont assez nombreux dans la commune : Saveille, sur la route de Chef-Boutonne ; Tourteron, sur la route de Theil-Rabier ; Bramefan, près de Tourteron ; les Allards, dans le sud-ouest ; les Deffends, près du bourg-centre; Planchard, sur le ruisseau de la Fredière ; Rollaire dans le nord ; Breuil-Tizon et Rondeau, dans l'extrême sud, etc., ainsi que le Peux, qui appartient à la commune d'Embourie, et se trouve  au sud du bourg.

### Communes limitrophes
| Hanc (Deux-Sèvres)               | Pioussay (Deux-Sèvres)   | Theil-Rabier, La Magdeleine |
| Loubillé (Deux-Sèvres)           | Paizay-Naudouin-Embourie | Empuré                      |
| Couture-d'Argenson (Deux-Sèvres) | Longré                   | Brettes                     |

### Géologie et relief
Géologiquement, la commune est dans le calcaire du Jurassique du Bassin aquitain, comme tout le Nord-Charente. L'Oxfordien occupe plus particulièrement la surface communale (Jurassique supérieur). Des alluvions récentes du Quaternaire occupent les vallées, principalement à l'ouest,,,.
Le nord de la commune est plus accidenté que la partie sud-ouest et l'on y rencontre des collines dont l'altitude dépasse 130 mètres. Le point culminant est à une altitude de 155 m, situé sur la limite orientale à l'est d'Embourie. Le point le plus bas est à 78 m, situé le long de l'Aume en limite sud. Le bourg de Paizay-Naudouin est à 94 m d'altitude.

### Hydrographie

#### Réseau hydrographique

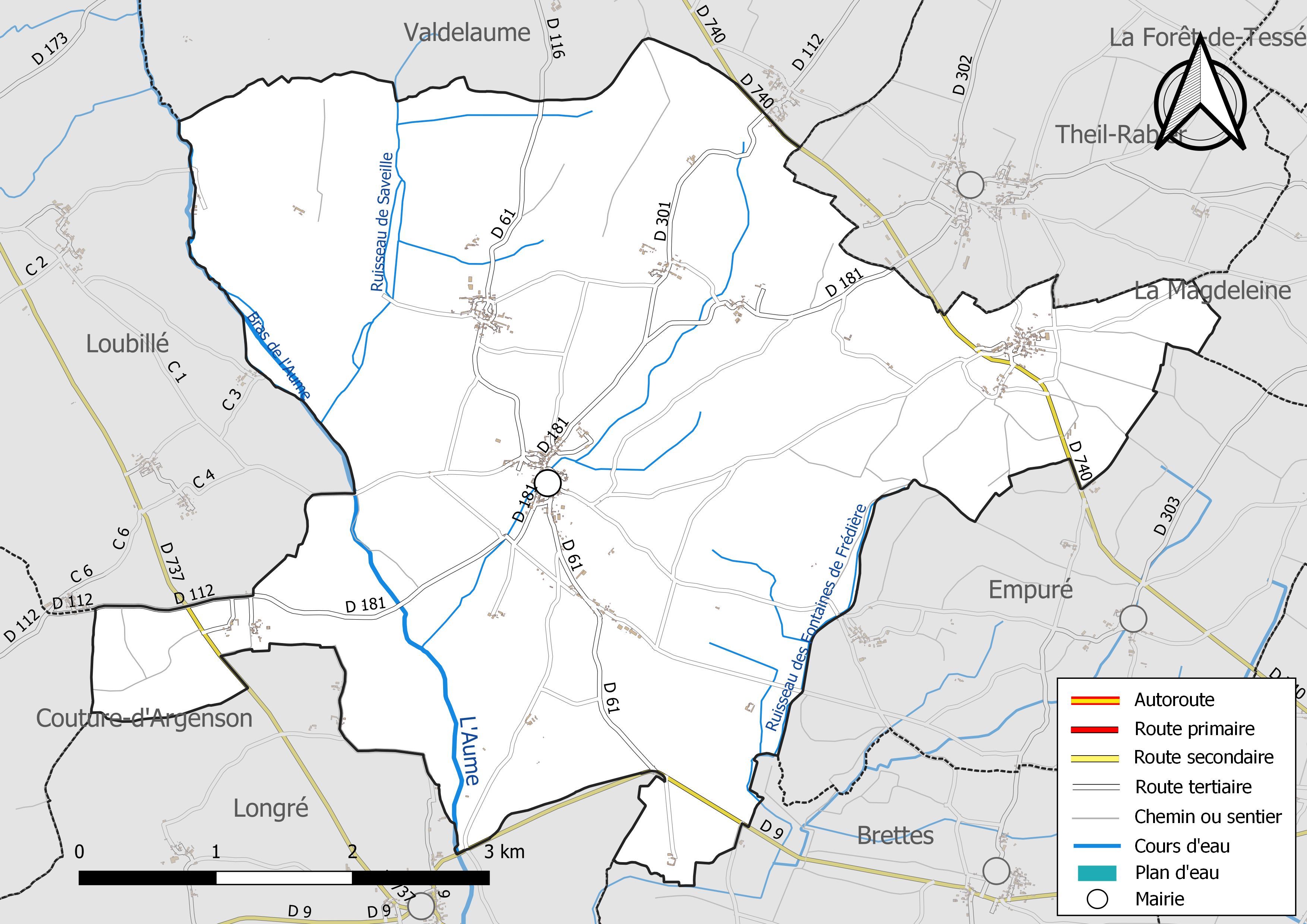
Réseaux hydrographique et routier de Paizay-Naudouin-Embourie.

La commune est située dans le bassin versant de la Charente au sein du Bassin Adour-Garonne. Elle est drainée par l'Osme, le ruisseau de Saveille, le ruisseau des Fontaines de Frédière et par divers petits cours d'eau, qui constituent un réseau hydrographique de 22 km de longueur totale,.
La commune de Paizay-Naudouin-Embourie est une des rares du canton de Villefagnan à avoir de l'eau. Elle est arrosée par l'Osme, affluent de la Charente, qui la sépare d'abord du département des Deux-Sèvres et qui en parcourt ensuite le sud-ouest, et par plusieurs affluents de cette rivière, dont l'un traverse le bourg de Paizay-Naudouin et qui prend sa source au nord aux fontaines de Villeneuve et alimenté par la Font Egline. On trouve aussi le ruisseau de Saveille au nord-ouest.
Au sud, à la Garenne de Breuil Tison, une bassine servant à l'irrigation a été construite.

#### Gestion des eaux
Le territoire communal est couvert par le schéma d'aménagement et de gestion des eaux (SAGE) « Charente ». Ce document de planification, dont le territoire correspond au bassin de la Charente, d'une superficie de 9 300 km2, a été approuvé le 19 novembre 2019. La structure porteuse de l'élaboration et de la mise en œuvre est l'établissement public territorial de bassin Charente. Il définit sur son territoire les objectifs généraux d’utilisation, de mise en valeur et de protection quantitative et qualitative des ressources en eau superficielle et souterraine, en respect des objectifs de qualité définis dans le troisième SDAGE  du Bassin Adour-Garonne qui couvre la période 2022-2027, approuvé le 10 mars 2022.

### Climat
Comme dans une grande partie du département, le climat est océanique aquitain, légèrement dégradé au nord du département.

## Urbanisme

### Typologie
Au 1er janvier 2024, Paizay-Naudouin-Embourie est catégorisée commune rurale à habitat dispersé, selon la nouvelle grille communale de densité à 7 niveaux définie par l'Insee en 2022.
Elle est située hors unité urbaine et hors attraction des villes,.

### Occupation des sols
L'occupation des sols de la commune, telle qu'elle ressort de la base de données européenne d’occupation biophysique des sols Corine Land Cover (CLC), est marquée par l'importance des territoires agricoles (96,8 % en 2018), une proportion sensiblement équivalente à celle de 1990 (96,6 %). La répartition détaillée en 2018 est la suivante : 
terres arables (83,8 %), zones agricoles hétérogènes (11,3 %), zones urbanisées (2 %), prairies (1,7 %), forêts (1,2 %). L'évolution de l’occupation des sols de la commune et de ses infrastructures peut être observée sur les différentes représentations cartographiques du territoire : la carte de Cassini (XVIIIe siècle), la carte d'état-major (1820-1866) et les cartes ou photos aériennes de l'IGN pour la période actuelle (1950 à aujourd'hui).

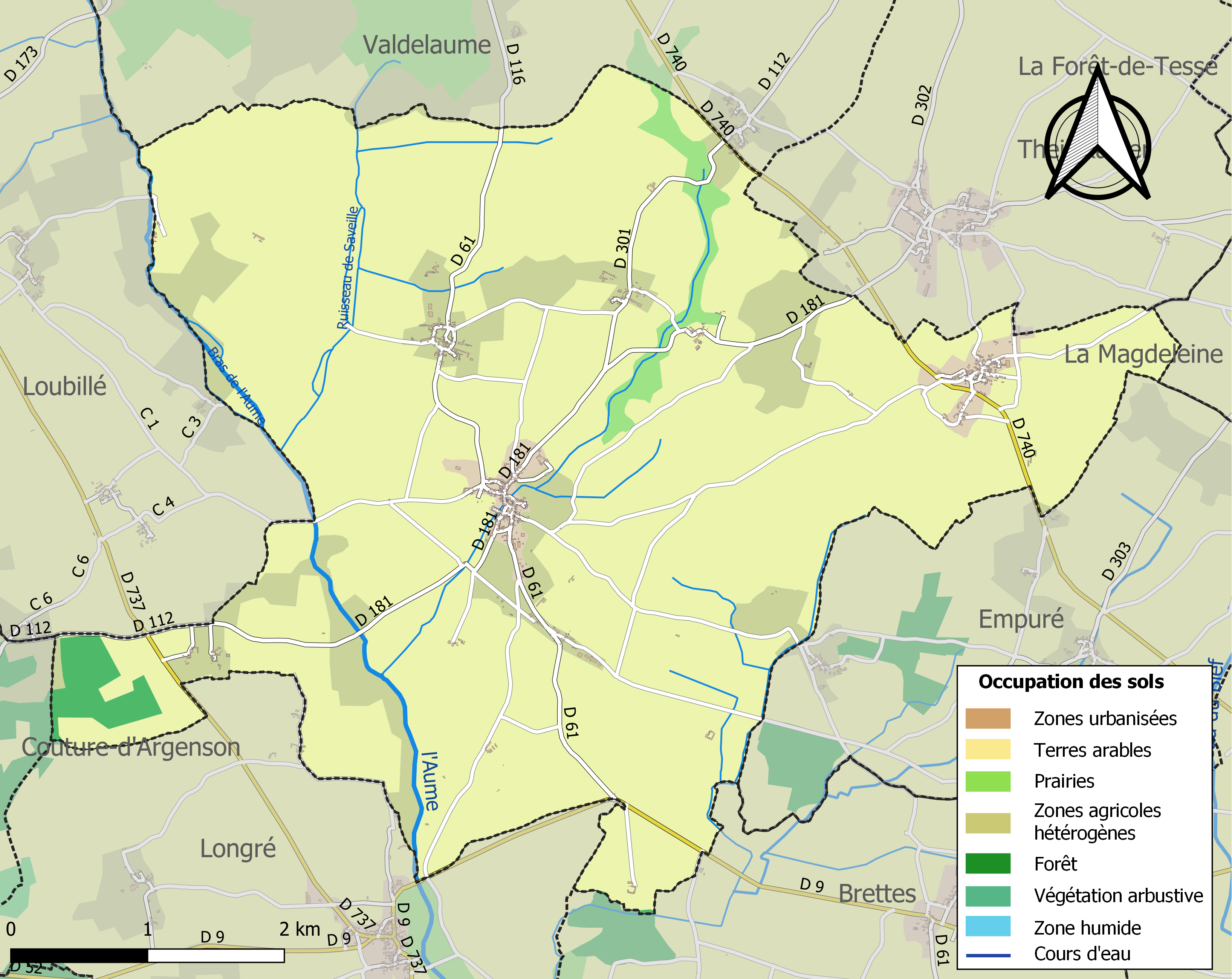
Carte des infrastructures et de l'occupation des sols de la commune en 2018 (CLC).

### Risques majeurs
Le territoire de la commune de Paizay-Naudouin-Embourie est vulnérable à différents aléas naturels : météorologiques (tempête, orage, neige, grand froid, canicule ou sécheresse) et séisme (sismicité modérée). Il est également exposé à un risque technologique,  le transport de matières dangereuses. Un site publié par le BRGM permet d'évaluer simplement et rapidement les risques d'un bien localisé soit par son adresse soit par le numéro de sa parcelle.

#### Risques naturels

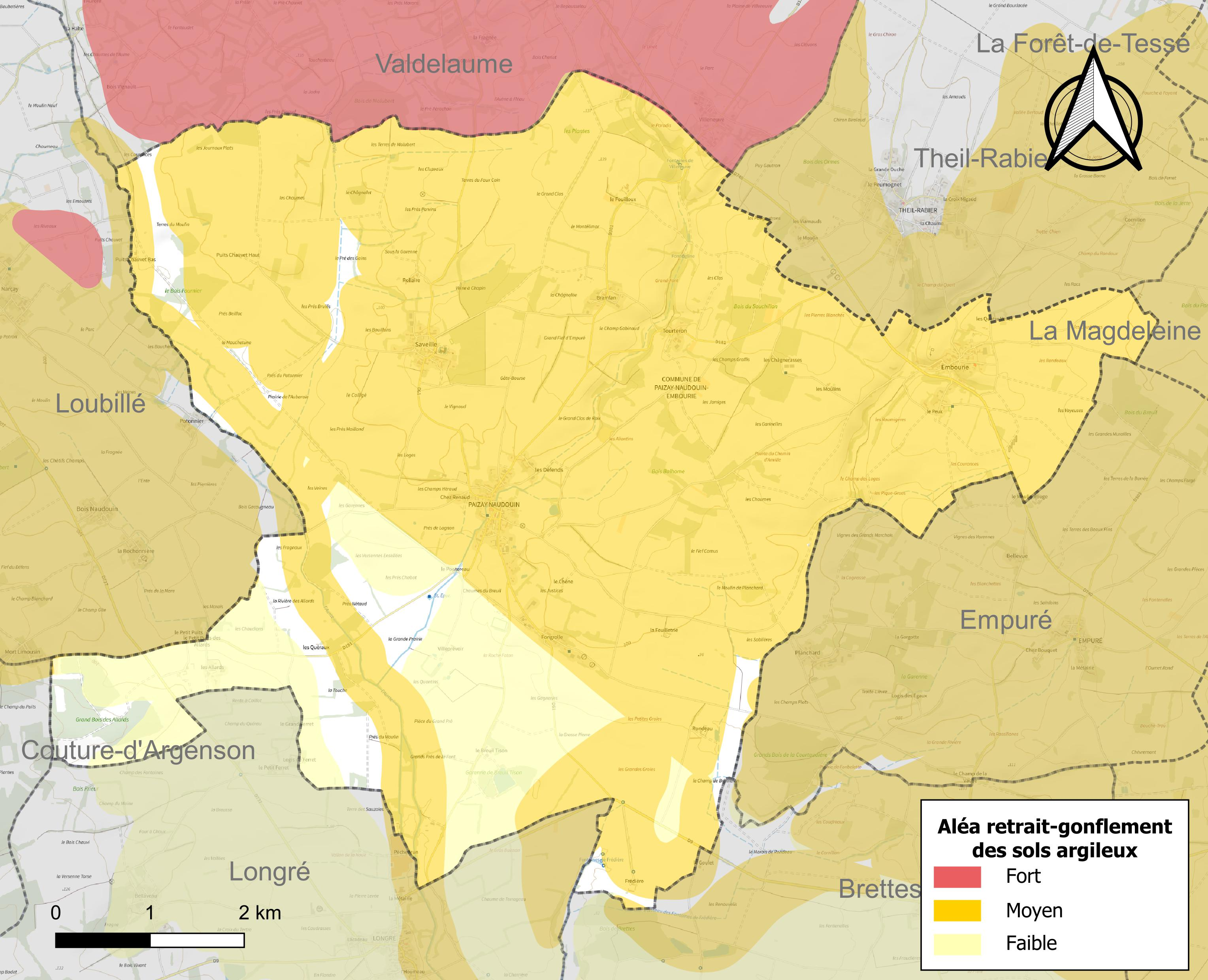
Carte des zones d'aléa retrait-gonflement des sols argileux de Paizay-Naudouin-Embourie.

Le retrait-gonflement des sols argileux est susceptible d'engendrer des dommages importants aux bâtiments en cas d’alternance de périodes de sécheresse et de pluie. 81,2 % de la superficie communale est en aléa moyen ou fort (67,4 % au niveau départemental et 48,5 % au niveau national). Sur les 258 bâtiments dénombrés sur la commune en 2019,  239 sont en aléa moyen ou fort, soit 93 %, à comparer aux 81 % au niveau départemental et 54 % au niveau national. Une cartographie de l'exposition du territoire national au retrait gonflement des sols argileux est disponible sur le site du BRGM,.
Par ailleurs, afin de mieux appréhender le risque d’affaissement de terrain, l'inventaire national des cavités souterraines permet de localiser celles situées sur la commune.
La commune a été reconnue en état de catastrophe naturelle au titre des dommages causés par les inondations et coulées de boue survenues en 1982 et 1999. Concernant les mouvements de terrains, la commune a été reconnue en état de catastrophe naturelle au titre des dommages causés par des mouvements de terrain en 1999.

#### Risques technologiques
Le risque de transport de matières dangereuses sur la commune est lié à sa traversée par une ou des infrastructures routières ou ferroviaires importantes ou la présence d'une canalisation de transport d'hydrocarbures. Un accident se produisant sur de telles infrastructures est susceptible d’avoir des effets graves sur les biens, les personnes ou l'environnement, selon la nature du matériau transporté. Des dispositions d’urbanisme peuvent être préconisées en conséquence.

## Toponymie

### Paizé-Naudouin
Les formes anciennes sont Noduis en 1110, Paizai feudum (fief) en 1242, Payzaco, Peizay au XIVe siècle, Paysaco en 1326, Paysaio, P. le Nodoyn vers le XVIe siècle.
L'origine du nom de Paizay remonterait à un nom de personne gallo-romain Pasius auquel est apposé le suffixe -acum, ce qui correspondrait à Pasiacum, « domaine de Pasius ». Celle de Naudouin remonterait à un nom de personne germanique Audowin avec particule nobiliaire En ou de possession (in Audowino [villa]),.
Paizé-Naudouin est au nord de la limite des noms en -ac (dans le Sud de la France) et des noms en -é, -ay ou -y (dans le Nord), qui traverse la France d'ouest en est et le nord-ouest du département de la Charente entre Rouillac/Montigné et Bernac/Londigny.
La commune a été créée en 1793 sous le nom de  Paisais, elle est devenue Pesay-Naudouin en 1801, puis Paizay-Naudouin  et en 1973 Paizay-Naudouin-Embourie après avoir été associée à la commune d'Embourie.

## Histoire

### Embourie
Le site d'Embourie a été occupé du Ier au IIIe siècle par une importante villa gallo-romaine, au lieu-dit les Châteliers.

### Paizay-Naudouin
Au XVe siècle le château de Saveille était la propriété de la famille de La Rochefaton, ancienne famille poitevine connue depuis Guy, seigneur de La Rochefaton, qui vivait vers la fin du XIIe siècle. Ce château était passé entre les mains de la famille de La Rochefaton par le mariage, en 1411, de Thibaut de La Rochefaton, chevalier, avec Jeanne, dame de Montalembert et de Saveille. Il appartenait encore à la maison de La Rochefaton en 1585, lorsqu'il fut pris et saccagé par l'armée du roi de Navarre, le futur Henri IV.
Après la famille de La Rochefaton, la terre de Saveille est passée par mariage à une autre famille. En effet, Jeanne de La Rochefaton, fille de Jean, seigneur de Saveille, et de Jeanne d'Albin de Valsergues, épousa, vers 1600, Armand Nompar de Caumont, duc de La Force, pair et maréchal de France, et lui porta en dot la terre de Saveille. À son tour, une de leurs filles, Charlotte de Caumont La Force, hérita de Saveille et porta cette terre à son époux Henri de La Tour d'Auvergne, vicomte de Turenne, maréchal de France. C'était le grand Turenne et Saveille compte ainsi, parmi ses divers possesseurs, un des plus illustres parmi nos hommes de guerre.
Vers la fin du XVIIe siècle, la terre de Saveille passa par succession dans la maison de Prévost, puis, par le mariage de Marie Suzanne Prévost-Sansac de Touchimbert avec Henri de Bourdeille, comte de Matha, elle devint la propriété de cette dernière famille.
Quelques autres fiefs moins importants sont à signaler dans la commune de Paizay-Naudouin : au hameau de Tourteron se voient encore les restes d'un grand logis du XVIe siècle, flanqué de grosses tours rondes. C'était, à la même époque, la possession d'une famille Marcirion, qui aurait été originaire de l'échevinage de Poitiers. Le 24 mai 1575, Jacques de Chevreuse épousa Jeannette de Marcirion, fille de Louis, et fit entrer le domaine de Tourteron dans sa famille, qui le posséda jusqu'à la Révolution. Le dernier représentant de cette famille, Louis de Chevreuse, vivait au XIXe siècle et ne paraît pas s'être marié. Le logis, acquis récemment par un privé, vient d'être restauré en 2009.
Près du hameau de Planchard, qui se trouve sur le territoire de la commune d'Empuré, est un logis qui porte le même nom, mais qui appartenait à la paroisse de Paizay-Naudouin. Au XVIIIe siècle, c'était également une possession de la famille de Chevreuse. En 1764, Antoine Alexandre de Chevreuse, écuyer, seigneur de Tourteron et de Planchard, épousait Marie de Massougnes des Fontaines.
Enfin, entre Saveille et Tourteron se trouvait le fief de Bramefan: au XVIe siècle, ce fief appartenait à Louis Hérard, écuyer, dont la veuve, Jeanne de Parthenay, épousait en deuxièmes noces, vers 1580, Antoine Corgnol, seigneur de Tessé. Le fief de Bramefan était encore aux mains des Hérard, à l'époque de la maintenue de 1666, où Charles Hérard fut reconnu noble.
Pendant la première moitié du XXe siècle, la commune était desservie par la ligne de Ruffec à Niort, et elle y possédait une gare située près du bourg.
La commune de Paizay-Naudouin a été associée à celle d'Embourie en 1973.

## Administration
| Période                                  | Période  | Identité       | Étiquette | Qualité    |
| ---------------------------------------- | -------- | -------------- | --------- | ---------- |
| Les données manquantes sont à compléter. |          |                |           |            |
| avant 1988                               | ?        | Daniel Lotte   |           |            |
| 1989                                     | 2008     | Michel Bonnaud |           |            |
| 2008                                     | En cours | Michel Gall    | SE        | Cadre RATP |

Maire délégué d'Embourie : Didier Allain

## Démographie

### Évolution démographique
L'évolution du nombre d'habitants est connue à travers les recensements de la population effectués dans la commune depuis 1793. Pour les communes de moins de 10 000 habitants, une enquête de recensement portant sur toute la population est réalisée tous les cinq ans, les populations de référence des années intermédiaires étant quant à elles estimées par interpolation ou extrapolation. Pour la commune, le premier recensement exhaustif entrant dans le cadre du nouveau dispositif a été réalisé en 2008.

En 2022, la commune comptait 351 habitants, en évolution de −6,4 % par rapport à 2016 (Charente : −0,48 %, France hors Mayotte : +2,11 %).
| 1793 | 1800 | 1806 | 1821 | 1831 | 1841 | 1846 | 1851 | 1856 |
| ---- | ---- | ---- | ---- | ---- | ---- | ---- | ---- | ---- |
| 579  | 759  | 778  | 782  | 932  | 887  | 951  | 939  | 901  |

| 1861 | 1866 | 1872 | 1876 | 1881 | 1886 | 1891 | 1896 | 1901 |
| ---- | ---- | ---- | ---- | ---- | ---- | ---- | ---- | ---- |
| 883  | 811  | 739  | 747  | 792  | 783  | 735  | 698  | 642  |

| 1906 | 1911 | 1921 | 1926 | 1931 | 1936 | 1946 | 1954 | 1962 |
| ---- | ---- | ---- | ---- | ---- | ---- | ---- | ---- | ---- |
| 602  | 621  | 544  | 597  | 619  | 609  | 497  | 591  | 564  |

| 1968 | 1975 | 1982 | 1990 | 1999 | 2006 | 2008 | 2013 | 2018 |
| ---- | ---- | ---- | ---- | ---- | ---- | ---- | ---- | ---- |
| 573  | 583  | 514  | 493  | 423  | 405  | 400  | 384  | 362  |

| 2022 | - | - | - | - | - | - | - | - |
| ---- | - | - | - | - | - | - | - | - |
| 351  | - | - | - | - | - | - | - | - |

### Pyramide des âges
La population de la commune est relativement âgée.
En 2018, le taux de personnes d'un âge inférieur à 30 ans s'élève à 25,4 %, soit en dessous de la moyenne départementale (30,2 %). À l'inverse, le taux de personnes d'âge supérieur à 60 ans est de 42,2 % la même année, alors qu'il est de 32,3 % au niveau départemental.
En 2018, la commune comptait 186 hommes pour 176 femmes, soit un taux de 51,38 % d'hommes, largement supérieur au taux départemental (48,41 %).
Les pyramides des âges de la commune et du département s'établissent comme suit.
| Hommes | Classe d’âge | Femmes |
| ------ | ------------ | ------ |
| 1,6    | 90 ou +      | 3,4    |
| 14,5   | 75-89 ans    | 10,2   |
| 25,8   | 60-74 ans    | 29,0   |
| 20,4   | 45-59 ans    | 17,6   |
| 12,9   | 30-44 ans    | 13,6   |
| 10,8   | 15-29 ans    | 15,3   |
| 14,0   | 0-14 ans     | 10,8   |

| Hommes | Classe d’âge | Femmes |
| ------ | ------------ | ------ |
| 1      | 90 ou +      | 2,7    |
| 9,2    | 75-89 ans    | 12     |
| 20,6   | 60-74 ans    | 21,3   |
| 20,7   | 45-59 ans    | 20,3   |
| 16,8   | 30-44 ans    | 16     |
| 15,6   | 15-29 ans    | 13,4   |
| 16,1   | 0-14 ans     | 14,3   |

### Embourie
| 1800 | 1851 | 1901 | 1921 | 1968 |
| ---- | ---- | ---- | ---- | ---- |
| 296  | 300  | 198  | 163  | 96   |

Embourie est restée une commune associée, et le recensement en 2007 fait état de 76 habitants.

## Équipements, services et vie locale

### Enseignement
L'école primaire publique avec une classe de maternelle et deux classes d'élémentaire est à Paizay-Naudouin et regroupe les enfants de Paizay-Naudouin-Embourie, Theil-Rabier et Longré.
Le collège est à Villefagnan et il existe un circuit de bus.

## Lieux et monuments

### Patrimoine religieux

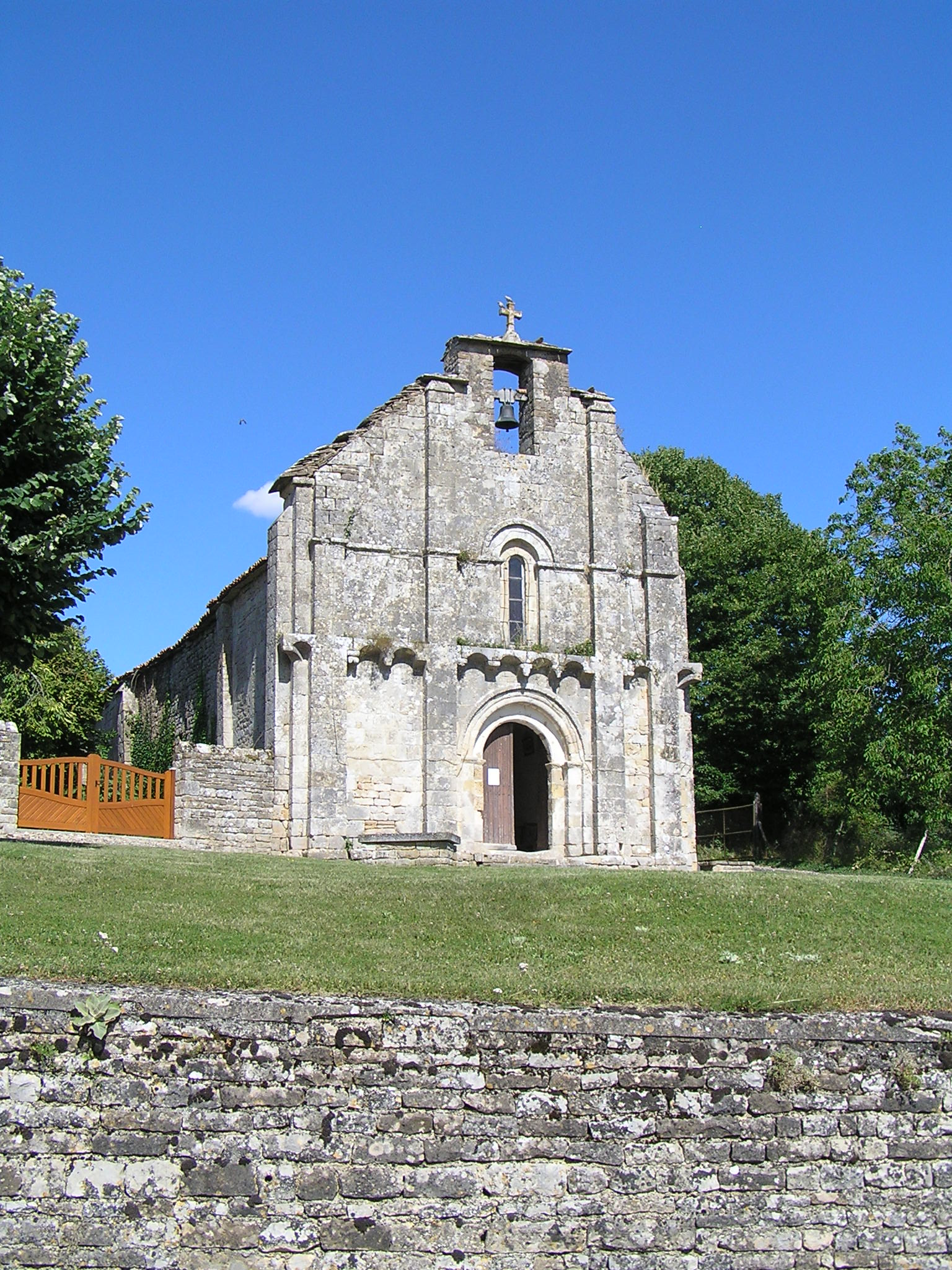
L'église d'Embourie.

- L'église Saint-Genis d'Embourie, du XIIe siècle, est remarquable par les modillons symboliques qui ornent sa façade. L'édifice est un carré long avec abside droite  voûte en berceau à cintre brisé ; portail plein cintre  archivolte à oves avec un entrelacement[37],[38]. Elle est inscrite monument historique depuis 1987[39].

### Patrimoine civil

#### La villa gallo-romaine des Châteliers
- Le site archéologique de la villa gallo-romaine des Châteliers, à Embourie, est formé de substructions gallo-romaines des Ier et IVe siècles.

Connu depuis le début du XIXe siècle, le site antique des Châteliers a fait l’objet de campagnes de fouilles régulières depuis 1968. Celles-ci ont partiellement mis au jour l'espace résidentiel d’une exploitation agricole. Une vaste villa en pierre a remplacé les premiers bâtiments en bois et torchis, au IIe siècle. L’adoption de ce matériau témoigne de l’assimilation et de la maîtrise des savoir-faire romains.
Au Ve siècle, les activités quotidiennes, artisanales et agricoles se côtoient dans un même espace richement décoré de peintures murales aux thèmes variés comme la chasse, le théâtre…
La villa des Châteliers, propriété privée, est en accès libre toute l'année. Le site, qui domine le pays environnant, est classé monument historique depuis 1983. En 2008, le site a fêté ses 40 ans de fouilles archéologiques.

Villa gallo-romaine des Châteliers
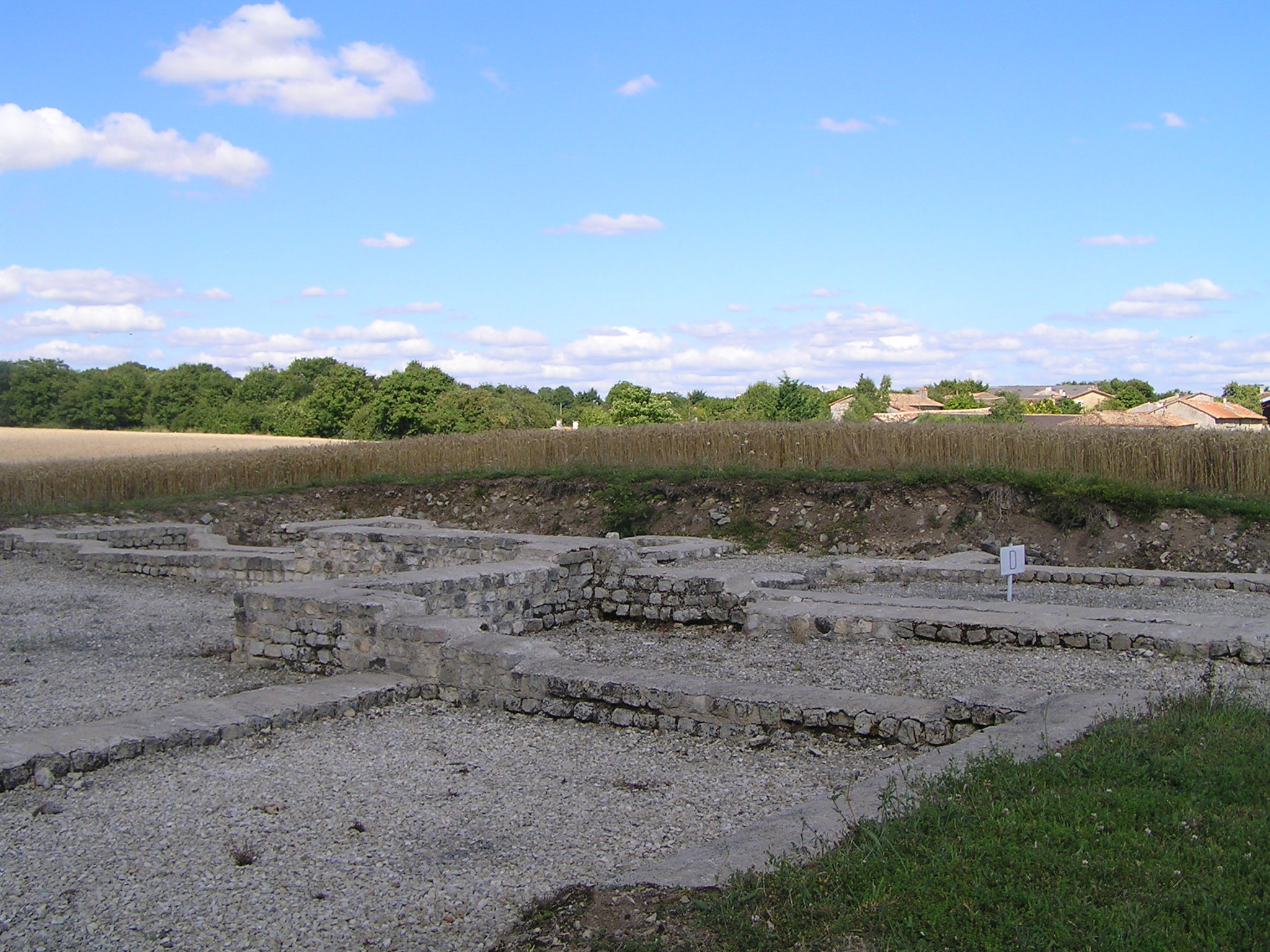
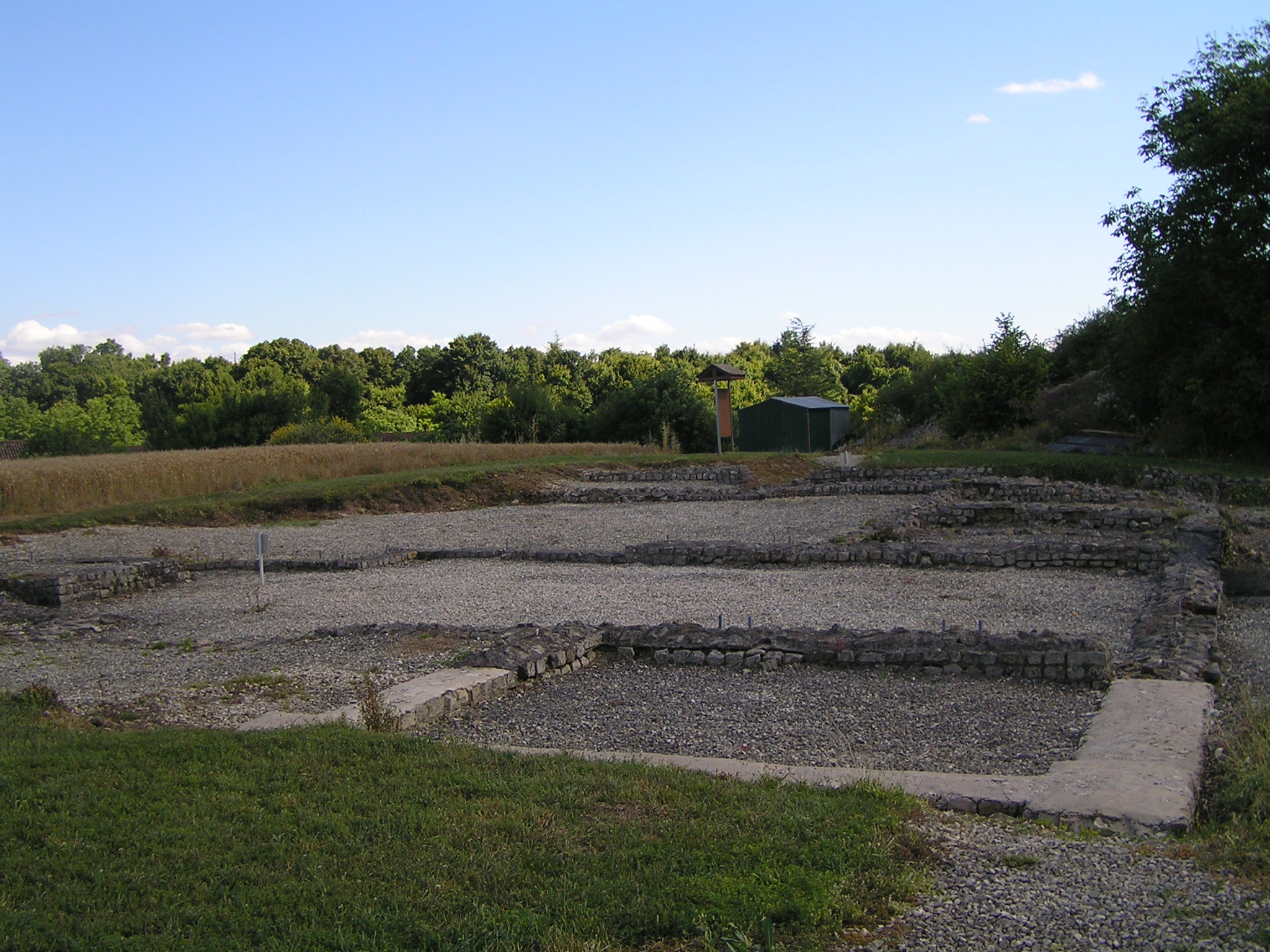
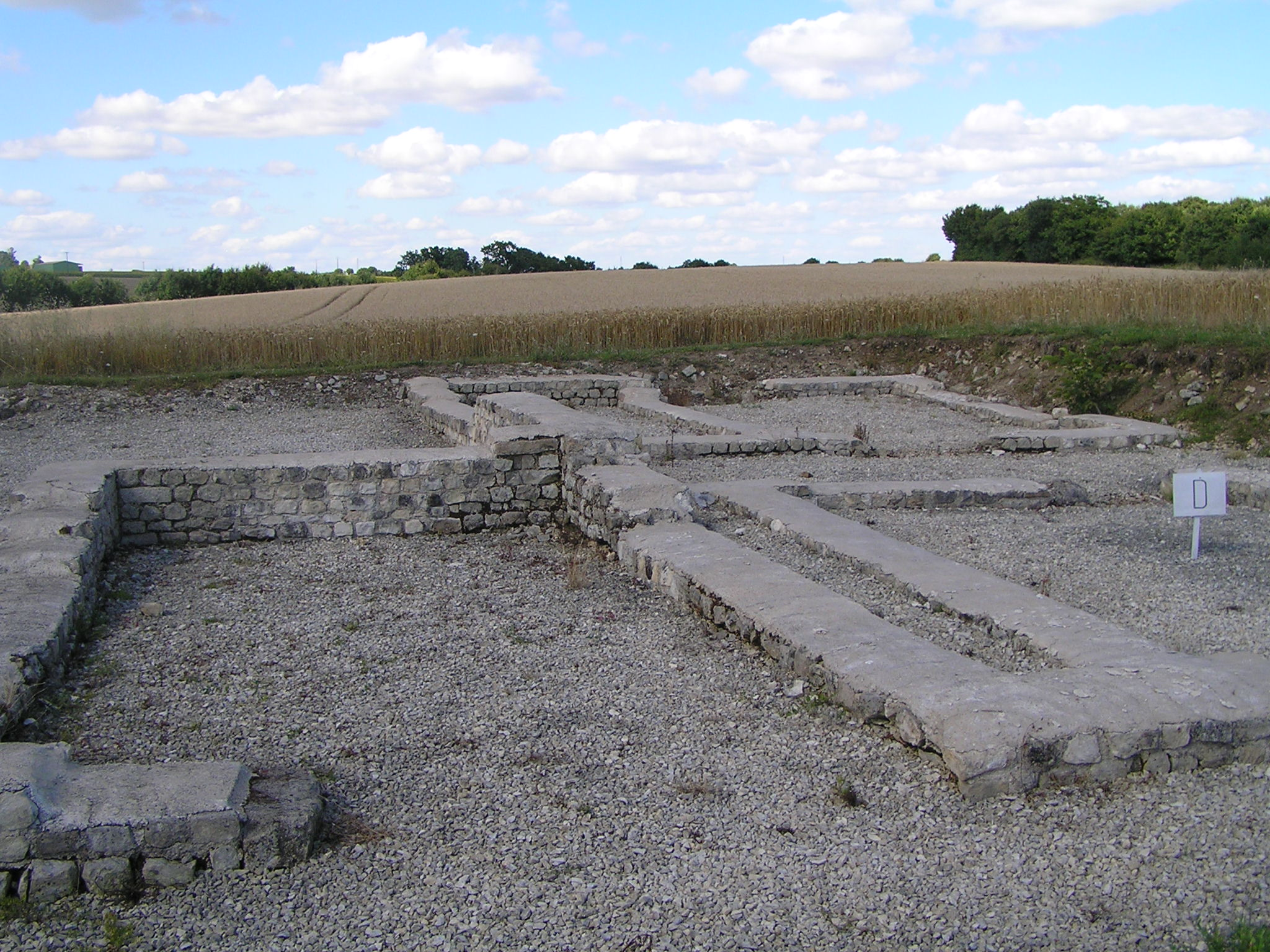

#### Le château de Saveille
Le château de Saveille, situé au nord du bourg de Payzé-Naudouin, est une vaste construction rectangulaire des XVe et XVIe siècles, entourée de fossés d'eaux-vives et flanquées aux angles de tours et tourelles en encorbellement, coiffées en poivrières. À part une reprise assez malheureuse du commencement du XIXe siècle, tout l'ensemble porte la marque des deux époques où il a été construit, avec des croisées et lucarnes à meneaux de la dernière période ogivale ou des fenêtres à pilastres sculptés de la Renaissance. C'est un des plus jolis châteaux de la région ; c'est également un des plus importants au point de vue historique,.

#### Autre patrimoine
La commune est également riche d'un ensemble de patrimoine bâti.

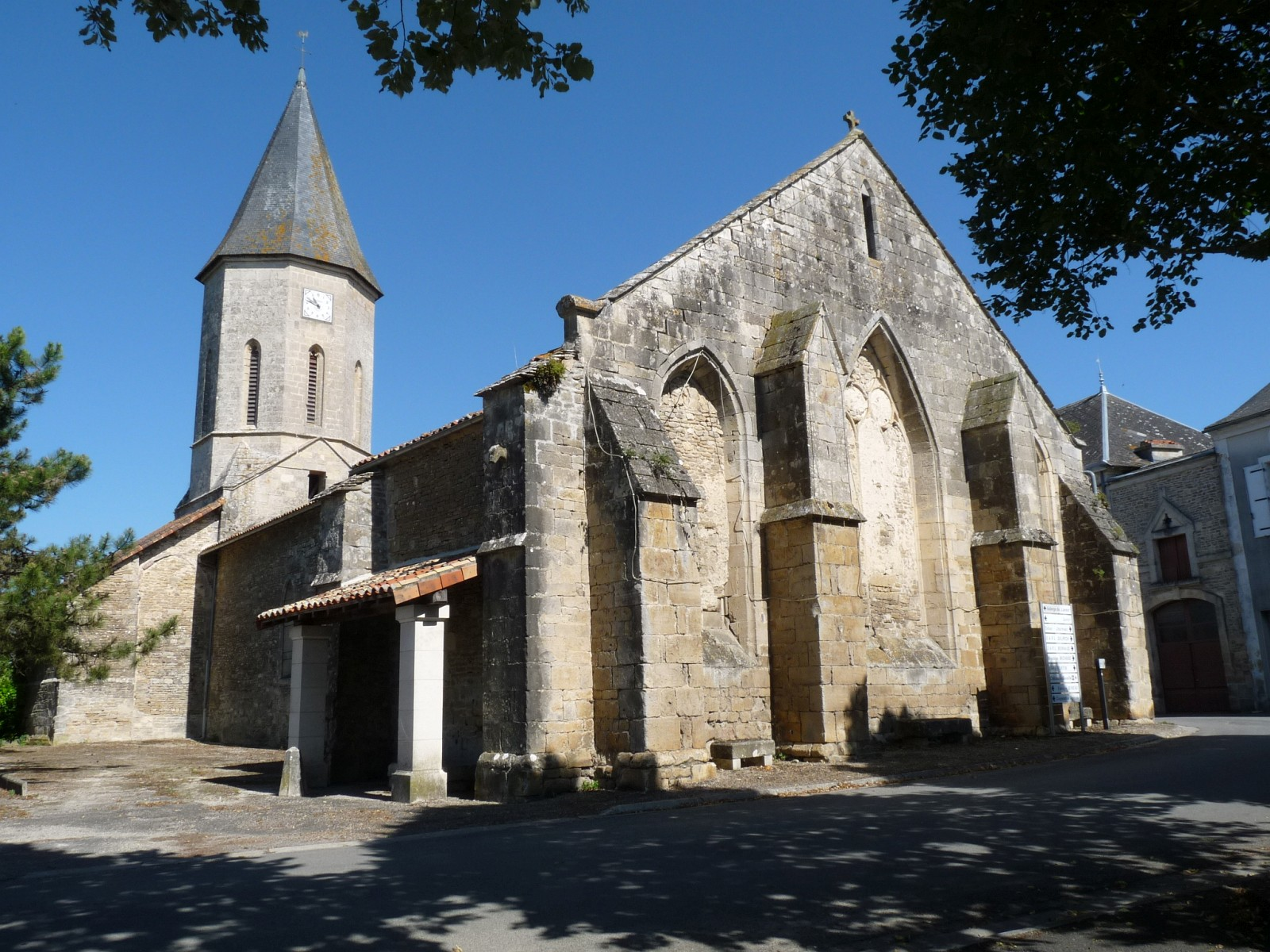
Église de Paizé-Naudouin.
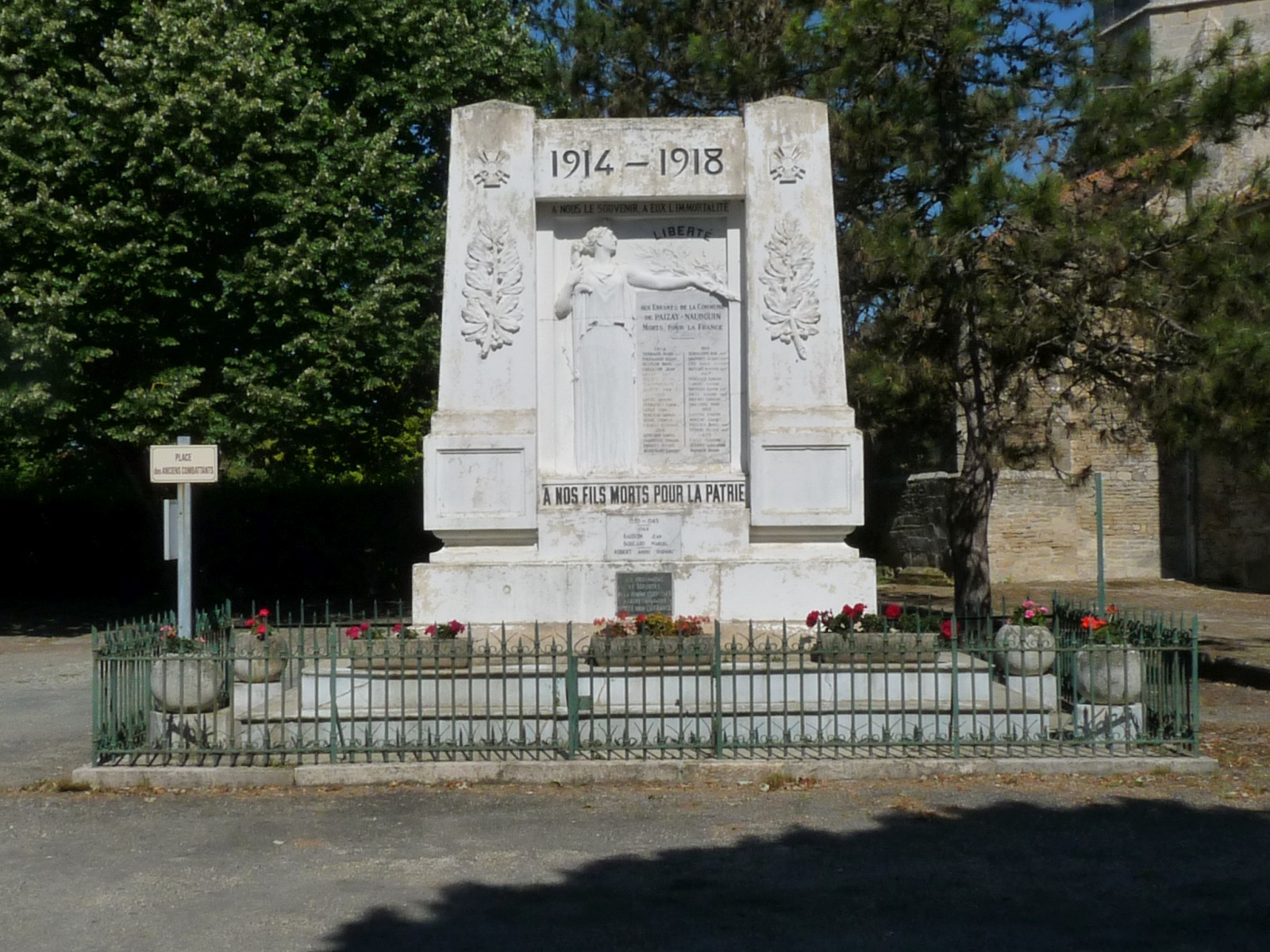
Monument aux morts de Paizé-Naudouin.
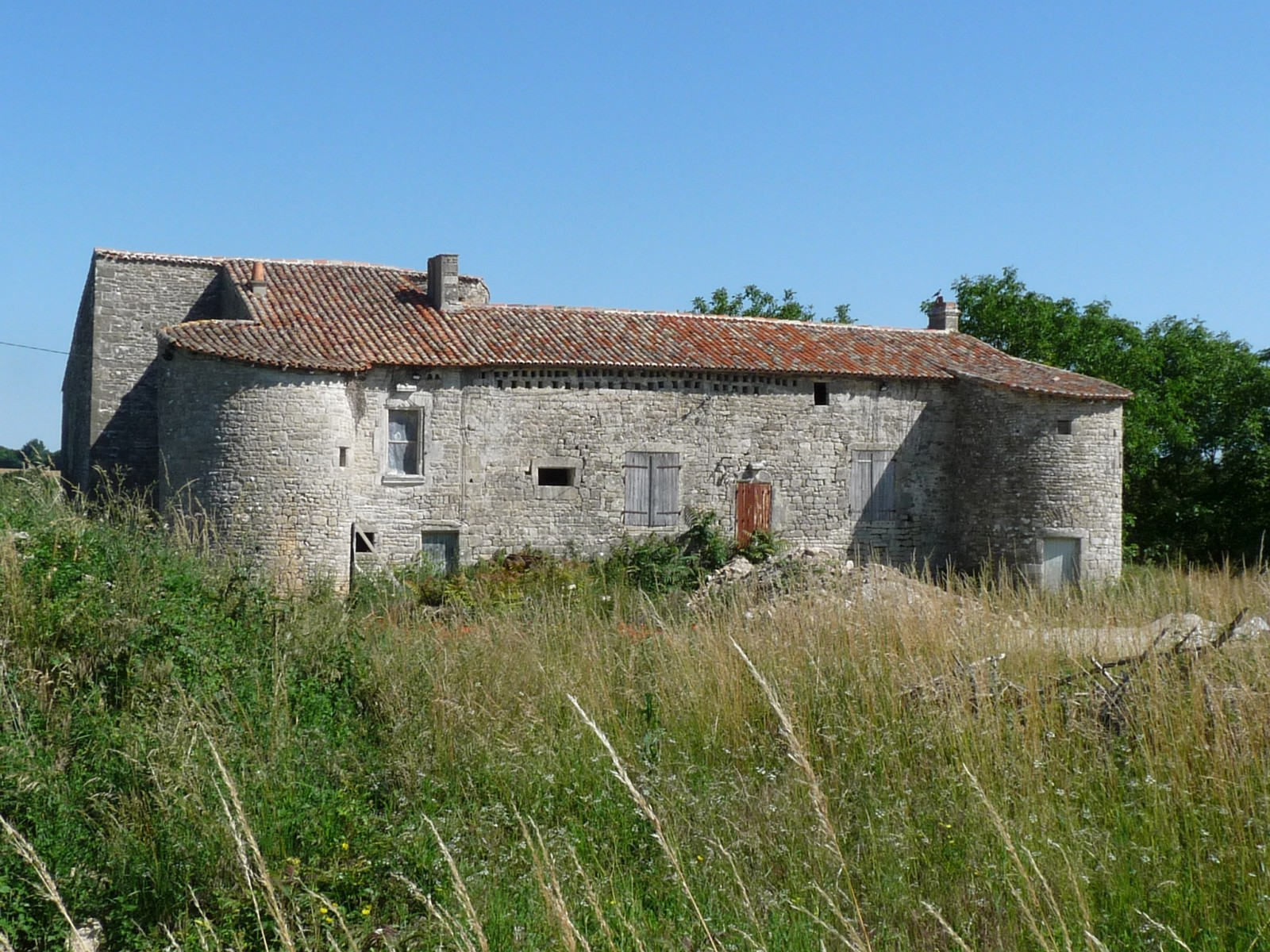
Logis de Tourteron.

## Personnalités liées à la commune
- Armand Nompar de Caumont, duc de La Force (1582-1672), propriétaire du château de Saveille, devient maréchal de France en 1652.
- Henri-Joseph-Claude de Bourdeilles (1720-1802), ecclésiastique qui fut successivement évêque de Tulle puis évêque de Soissons de 1764 à 1790, né à Paizay-Naudouin.